# Georgia Hale
Georgia Hale (ur. 24 czerwca 1905 w St. Joseph, zm. 7 czerwca 1985 w Hollywood) – amerykańska aktorka filmu niemego, znana m.in. jako partnerka filmowa Charliego Chaplina w filmie Gorączka złota (1925).
W konkursie piękności w roku 1922 otrzymała tytuł Miss Chicago, po czym wyjechała do Nowego Jorku, aby grać w teatrze. Nie odnosząc tam sukcesów udała się do Hollywood, gdzie zagrała kilka małych ról w filmach. W roku 1925 została zaangażowana do The Salvation Hunters Josefa von Sternberga (rola dziewczyny).
W The Salvation Hunters zobaczył ją Charlie Chaplin, kompletujący obsadę do Gorączki złota (1925). Planował on początkowo, że rolę Georgii – fordanserki (taxi dancer), która owładnęła sercem trampa – zagra jego ówczesna żona, Lita Grey. Ponieważ zaszła ona w ciążę (w roku 1925 urodził się Charles Chaplin Jr.), Chaplin powierzył tę rolę Georgii Hale (przyjaciółce żony).
Po sukcesie Gorączki złota Georgia Hale natychmiast stała się znana. Została zaangażowana przez Paramount Pictures, gdzie grała w kolejnych niemych filmach; zagrała m.in. Myrtle Wilson w The Great Gatsby (1926) i drugą żonę w The Last Moment (1928). W roku 1929 brała udział w zdjęciach próbnych do roli niewidomej kwiaciarki w filmie Światła wielkiego miasta, które Chaplin zaproponował jej, gdy zamierzał zrezygnować ze współpracy z Virginią Cherrill (oburzony jej zbyt małym zaangażowaniem w ostatnim etapie kilkuletniej pracy nad filmem). Z tego zamiaru zrezygnował, ponieważ wymagałoby to powtórzeń wielu wcześniejszych nagrań.
Filmową karierę Georgii Hale zakończyło nadejście ery filmu dźwiękowego; była jedną z pierwszych aktorek, które zwolniono jako nie spełniające wymagań nowej technologii.
W latach 60. Georgia Hale pisała pamiętnik, który – po upływie 10 lat od jej śmierci w roku 1985 – został wydany w formie książki pt. „Charlie Chaplin. Intimate Close-Ups” (wyd. 1 1995, wyd. 2 1999). Książkę zredagował i opatrzył wstępem Heather Kiernan. Jest ona jednym z niewielu opracowań, które pozwalają poznać pozaaktorskie życie wielkiego komika. Georgia Hale przedstawiła Charliego Chaplina jako człowieka, którego darzyła uczuciem, i który był nią również zainteresowany. W roku 1983 (2 lata przed śmiercią) wzięła udział w realizacji filmu dokumentalnego – pierwszej części miniserialu „Unknown Chaplin”. W tej części, zatytułowanej „My Happiest Years” (moje najszczęśliwsze lata), o życiu i metodach pracy Chaplina mówili – poza Georgią Hale – jego brat, Sidney Chaplin, i córka, Geraldine Chaplin, Dean Riesner, Jackie Coogan, Alistair Cooke, Virginia Cherrill i Lita Grey.
Filmografia (wybór)
- Poszukiwacze zbawienia (1925), rola dziewczyny,
- Gorączka złota (1925), rola Georgii,
- Zaklinacz deszczu (1926), rola Nell Wendell,
- Wielki Gatsby (1926), rola Myrtle Wilson,
- Man of the Forest (1926), rola Nancy Raynor,
- The Wheel of Destiny (1927),
- Ostatnia chwila (1928), rola drugiej żony,
- The Lightning Warrior (1931), rola Dianny La Farge,